# Liste des musées juifs en France
Une liste des musées français traitant en tout ou partie de thèmes juifs est fournie ici. Il s'agit principalement de musées consacrés à l'histoire des Juifs en France et à la Shoah ou de musées régionaux traitant des arts et traditions populaires juifs.

## Auvergne-Rhône-Alpes

### Ain
- Izieu
  - Maison d'Izieu - mémorial des enfants juifs exterminés

## Grand Est
- Une liste des musées alsaciens possédant une section consacrée au patrimoine juif est disponible ici.

### Meurthe-et-Moselle
- Nancy
  - Palais des ducs de Lorraine - Musée lorrain – la deuxième plus importante collection française de judaïca après le MAHJ, constituée notamment grâce à la famille Wiener : réouverture prévue au second semestre 2029.

### Bas-Rhin
- Bischheim
  - Musée du Bain rituel juif [1]
- Bouxwiller (Bas-Rhin)
  - Musée judéo-alsacien
- Marmoutier
  - Musée du Patrimoine et du Judaïsme alsacien
- Strasbourg
  - Musée alsacien - une section consacrée au judaïsme
  - Musée de l'Œuvre Notre-Dame - une section consacrée au judaïsme alsacien

### Haut-Rhin
- Colmar
  - Musée Bartholdi, salle Joseph Katz consacrée au judaïsme alsacien

## Île-de-France

### Paris
- Troisième arrondissement
  - Musée d'Art et d'Histoire du judaïsme
- Quatrième arrondissement
  - Mémorial de la Shoah

### Seine-Saint-Denis
- Drancy
  - Mémorial de la Shoah à Drancy[2]

## Nouvelle-Aquitaine

### Pyrénées-Atlantiques
- Bayonne
  - Musée basque - une section consacrée au judaïsme

## Occitanie
- Béziers
  - Musée juif de Béziers[3],[4]

## Provence-Alpes-Côte d'Azur

### Vaucluse
- Carpentras
  - Synagogue de Carpentras[5]
- Cavaillon
  - Synagogue de Cavaillon [6]